# 千葉県立東金病院
千葉県立東金病院（ちばけんりつとうがねびょういん）は、千葉県東金市にかつて存在した公立病院である。
人口約22万人を抱える山武地域の中核病院として一般診療の他、人工透析、リハビリテーション、2次・3次救急医療体制を備えた救急医療等の充実を図る施設であった。また、平成7年にはエイズ治療拠点病院に指定され、エイズ患者に対する専門医療を行っていた。

## 沿革
- 1953年（昭和28年）8月 千葉県内最初の県立病院として「東金病院」開院
- 1960年（昭和35年）4月 「千葉県立東金病院」に名称変更
- 1964年（昭和39年）11月 救急病院指定
- 1968年（昭和43年）3月 現在地へ移転新築
- 1976年（昭和51年）2月 救急医療用、リハビリテーション病棟完成
- 1995年（平成7年）1月 エイズ治療拠点病院指定
- 1996年（平成8年）8月 災害拠点病院（地域災害医療センター）指定
- 2001年（平成13年）9月 女性専用外来を開設
- 2014年（平成26年）3月 東千葉メディカルセンター（ＭＣ)（東金市丘山台） 開院に伴い閉院

## 病床数
- 病床数 191床（2008年当時）
  - 一般 179床
  - 結核 12床

## 診療科
- 内科
- 神経内科
- 呼吸器科
- 消化器科
- 循環器科
- 小児科
- 外科
- 整形外科
- 脳神経外科
- 小児外科
- 皮膚科
- 泌尿器科
- 産婦人科
- 眼科
- 耳鼻咽喉科
- リハビリテーション科
- 放射線科
- 麻酔科